# Die Freiheitlichen

Die Freiheitlichen

Die Freiheitlichen,"De frihetliga" (F) är ett i Sydtyrolen verksamt italienskt regionalt parti med det officiella tillägget "liberal-demokratiskt förbund". 

## Grundande
Partiet grundades 1992 som en utbrytning ur det dominerande Südtiroler Volksparteis (SVP) ungdomsförbund. Partiet företräder de tysk- och ladinskttalande och är i dag landskapets näst största parti.

## Ideologi
Som liberalt parti betonar "De frihetliga" frihet och medborgerliga rättigheter. Partiet understryker själv sin roll som opposition och kontrollinstans gentemot det styrande SVP och hävdar Sydtyrolens rätt till självbestämmande genom återförening med Österrike. Det arbetar för att stärka den sydtyrolska identiteten och anknytningen till det tyska språk- och kulturområdet, avvisar mångkultur och är kritisk till fortsatt invandring.

## Österrikisk anknytning
Partiet bildades som en medveten anknytning till det österrikiska FPÖ och partiets ordförande (idag Pius Leitner), har säte och stämma i det österrikiska FPÖ, både på förbundsnivå och på tyrolsk delstatsnivå. Partiet har dock fronderat mot FPÖ:s samarbete med högerradikala italienska partier inom ramen för den numera upplösta Gruppen Identitet, tradition och suveränitet i Europaparlamentet. I valet till Europaparlamentet 2014 samarbetade dock partiet med Lega Nord.